# Li-Volksreligion
Die Li-Volksreligion ist eine Religion. Die Li oder Lizu, auch Hlai genannt, sind eine Tai-Kadai-sprechende ethnische Gruppe, eines der 56 Völker Chinas, die durch die Volksrepublik China anerkannt sind. Die überwiegende Mehrheit lebt in der Umgebung der Küste von China auf der Insel Hainan, wo sie die größte ethnische Minderheit darstellen. Die Li unterteilen sich in die fünf Zweige der Qi (Gei), Ha, Run (Zwn), Sai (Tai, Jiamao) und Meifu (Moifau) und haben ihre eigene unverwechselbare Kultur und Bräuche.
Die Li waren zunächst Animisten. Nach den Legenden der Li sind ihre Klans jeweils aus der Ehe zwischen einer Frau und einem Tier hervorgegangen. Das bekannteste Tier ist die Schlange. Leigong, der Gott des Donners, legte eine Schlange auf dem Berg Li ab. Aus dem Ei schlüpfte eine Frau namens Limu (wörtlich „Mutter der Li“), die sich von wilden Früchten ernährte und in den Bäumen nistete. Schließlich heiratete sie und aus ihren Nachkommen wurde das Volk der Hlai. Eine andere Version besagt, dass die Frau mit einem Schiff ankam, einen Hund heiratete und so die Hlai gebar. Die Hlai verehrten auch andere Tiere wie den Ochsen, der in jedem Haus durch einen Stein dargestellt wurde, den sie die „Seele des Ochsen“ nannten. Das „Fest des Ochsen“ wurde jedes Jahr am achten Tag des dritten Mondmonats gefeiert. An diesem Tag durften die Ochsen weder getötet noch bearbeitet werden. Sie blieben zu Hause und wurden mit Schnaps gefüttert, der den Ochsen schützen und eine reiche Ernte garantieren sollte. Der „Najiaxila“-Vogel der Legende wurde als Schutzgott verehrt, der sich um eine Ahnfrau der Hlai kümmerte. Auch Drachen und Katzen wurden verehrt, da sie als Ahnen gelten.